# Antonio Caracciolo (calciatore 1917)
Antonio Caracciolo (Filadelfia, 29 gennaio 1917 – 7 marzo 2017) è stato un calciatore italiano, di ruolo centrocampista.

## Carriera
Nasce a Filadelfia nel 1917. Figlio di un funzionario statale ha in pochi anni giocato in diverse squadre a causa dei trasferimenti d'ufficio subiti dal padre.
Inizia giocando nei ragazzi nella SPAL (società di Prima Divisione) nelle stagioni 1931-1932 e 1932-1933; passa poi all'Ascoli (Prima Divisione) per le stagioni 1933-1934 e 1934-1935; nella stagione successiva 1936-1937 viene preso dalla Vis Pesaro (prima Divisione), militando poi - nelle stagioni 1937-1938 e 1938-1939 - nell'Alma Juventus di Fano (Serie C).
Conta una presenza in Serie A con l'Ambrosiana-Inter Campione d'Italia nella stagione 1939-1940 giocata a Roma il 25 febbraio 1940 nella partita Roma-Ambrosiana (1-2); in seguito disputa due campionati di Serie B con la Pro Vercelli (1940-1941) e nel gennaio del 1941 viene ceduto al Fanfulla per il campionato 1941-1942.
Nella stagione 1942-1943 gioca nelle file del Cesena in Serie C, prima dell'interruzione dell'attività agonistica a causa della seconda guerra mondiale. Dopo una lunga prigionia rientra in patria, tornando a giocare nel Cesena verso la fine del 1946 e per la stagione 1947-1948 Serie B, per concludere la carriera sportiva nel 1949-1950 nel Corbetta.

## Statistiche

### Presenze e reti nei club
| Stagione        | Club             | Campionato      | Campionato | Campionato |
| Stagione        | Club             | Comp            | Pres       | Reti       |
| --------------- | ---------------- | --------------- | ---------- | ---------- |
| 1931-1933       | SPAL             | prima divisione |            |            |
| 1933-1935       | Ascoli           | prima divisione |            |            |
| 1936-1937       | Vis Pesaro       | prima divisione |            |            |
| 1937-1939       | Fano             | Serie C         | 47         | 21         |
| 1939-1940       | Ambrosiana-Inter | Serie A         | 1          | 0          |
| 1940-1941       | Pro Vercelli     | Serie B         | 21         | 5          |
| 1941-1942       | Fanfulla         | Serie B         | 16         | 3          |
| 1942-1949       | Cesena           | Serie C         | 48         | 22         |
| 1949-1950       | Corbetta         | ----            |            |            |
| Totale carriera | Totale carriera  |                 | 133        | 51         |

## Palmarès
Campionato italiano: 1 
Inter: 1939-1940